# Teorema de Euler

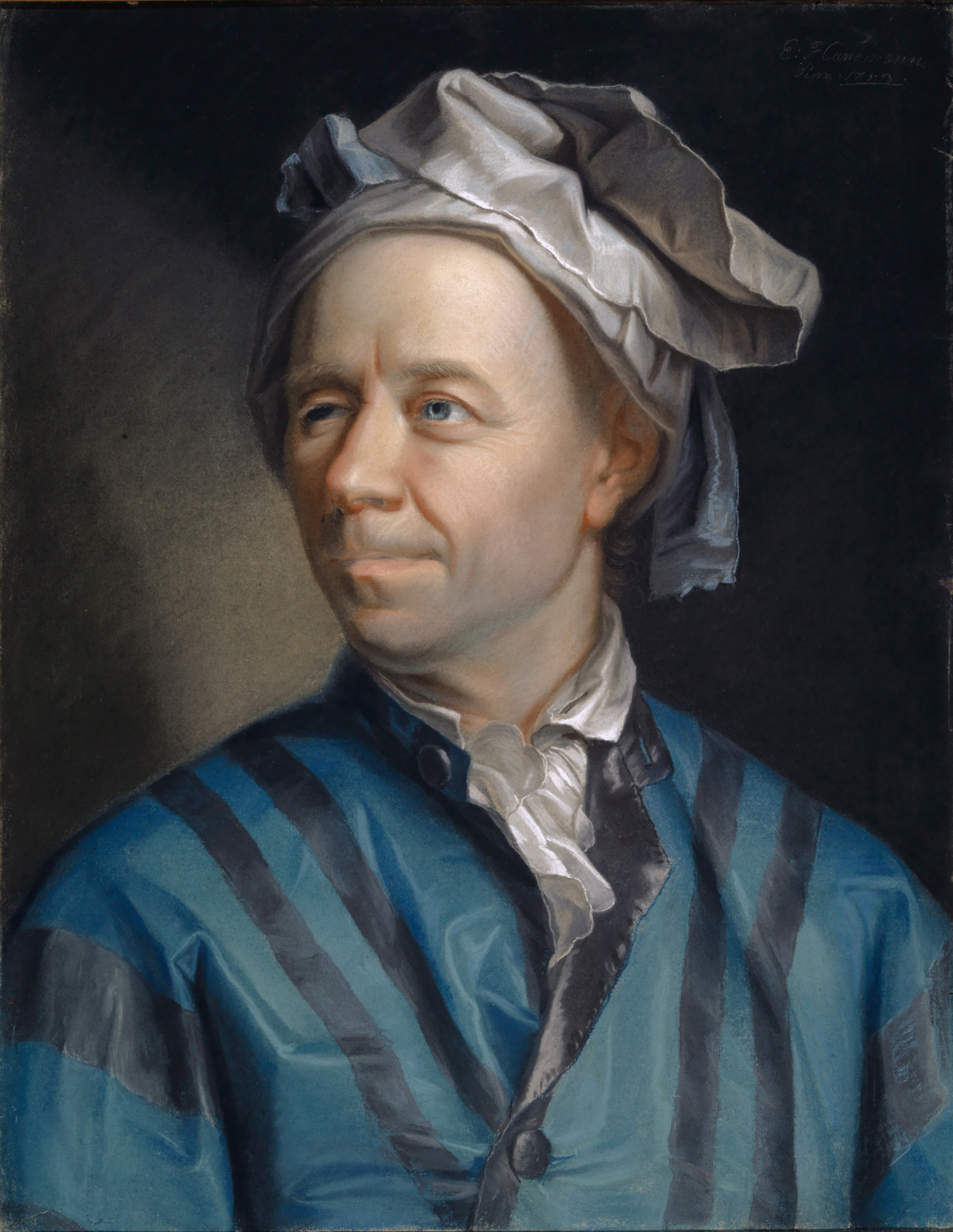
Pintura do matemático suiço Euler

Devido à numerosa produção teórica de Leonhard Euler, a expressão Teorema de Euler pode ser aplicada a um grande número de teoremas matemáticos e físicos:
- O Teorema do Deslocamento de Euler, ou Teorema da Rotação de Euler, em Mecânica dos Corpos Rígidos
- O Teorema da Distribuição de Euler, em Geometria
- O Teorema do Tociente, ou Teorema de Fermat-Euler, em Teoria dos Números
- O Teorema de Euler em Trigonometria
- O Teorema de Euler sobre as Diferenciais Exatas, em Cálculo

## Teorema de Euler na Teoria dos Números (Teorema do Tociente)
Em teoria dos números, o Teorema de Euler (também conhecido como Teorema de Fermat-Euler) estabelece que se n é um inteiro positivo e a é um inteiro positivo co-primo de n então:
{\displaystyle a^{\phi (n)}\equiv 1(mod\;n)}
A expressão
{\displaystyle a\equiv b(mod\;n)}
significa que {\displaystyle a} e {\displaystyle b} se encontram na mesma "classe de congruência" módulo {\displaystyle n}, ou seja, que ambos deixam o mesmo resto se os dividirmos por {\displaystyle n}, ou, o que é equivalente, {\displaystyle a-b} é um múltiplo de {\displaystyle n}.
Um facto importante sobre módulos de números primos é o pequeno teorema de Fermat: se {\displaystyle p} é um número primo e {\displaystyle a} é um qualquer inteiro, então
{\displaystyle a^{p}\equiv a(mod\;p)}
Isto foi generalizado por Euler:
Para qualquer inteiro positivo {\displaystyle n} e qualquer inteiro {\displaystyle a} relativamente primo a {\displaystyle n}, tem-se: {\displaystyle a^{\phi (n)}\equiv 1(mod\;n)}, onde {\displaystyle \phi (n)} denota a função totiente de Euler que conta o número de inteiros entre 1 e n que sejam coprimos em relação a n.
É necessário assinalar que o teorema de Euler é uma consequência do teorema de Lagrange, aplicado ao caso do grupo das unidades de um anel {\displaystyle \mathbb {Z} /n\mathbb {Z} }.

## O Teorema de Euler sobre as Diferenciais Exatas
Em cálculo, uma diferencial, expressa na forma canônica {\displaystyle df=P(x,y)dx+Q(x,y)dy}, é dita exata se existe uma função {\displaystyle f(x,y)} tal que:
Mas
então